# Worldee
Worldee je český travel-tech startup, který si klade za cíl uchovávat, vizualizovat a plánovat cestování. Vizí zakladatelů je vytvořit platformu, kterou bude moci cestovatel využívat ve všech fázích cestování - od prvotní inspirace jinými uživateli, přes konkrétní plánování cesty, po uchování zážitku již v průběhu cesty, případně po návratu z ní.

## Historie
Startup byl založen v roce 2017 Tomášem Zapletalem. První nápad přišel v polovině roku 2017. Po dokončení grafických návrhů trvalo asi rok a půl, než byla základní verze webu dokončena. Projekt byl v beta verzi spuštěn v únoru 2019. K roku 2020 projekt funguje jako webová aplikace, na té mobilní se pracuje.

## Investice
Startupu se v dubnu 2020 podařilo získat investici od Průša research ve výši 10,5 milionu korun. Investice bude využita především na vývoj produktu a expanzi na zahraniční trhy. Tým se díky ní rozrostl na 9 stálých členů. Celkově Worldee na plný a částečný úvazek zaměstnává přes 20 osob. O investici napsal např. Forbes, nebo CzechCrunch.